# Grandizol
A grandizol monoterpén, amely egyúttal ciklobután gyűrűt és alkoholcsoportot is tartalmaz. Két kiralitásközpontja van.
A gyapottokmányos bogár (gyapotormányos bogár, gyapotfúró bogár, gyapotevő bogár: Anthonomus grandis) és más rovarok feromonja. A gyapottokmányos bogár, ha elszaporodik, komoly mezőgazdasági kárt okoz. A grandizol a grandlure nevű keverék legfontosabb hatóanyaga, mellyel a gyapottermést megvédik a bogártól.
Először 1969-ben állították elő a Mississippi Állami Egyetemen. 2010-ben a Furman Egyetem a természetessel megegyező optikai izomereket előállító, azaz enantioszelektív eljárást fejlesztett ki, viszont a racém keverék ugyanolyan hatékonynak bizonyult a gyapottokmányos bogár ellen. Most folyik a vita, hogy a mezőgazdaságban szükség van-e enantioszelektív szerekre. (A gyógyszergyártásban a Contergan kapcsán derült ki ennek szükségessége az 1960-as évek elején, miután a gyógyszer a modern orvostudomány legnagyobb katasztrófáját okozta. Azóta a gyógyszerek csak a betegség ellen hatékony enantiomer(ek)et tartalmazhatják, és ezeket kötelező feltüntetni a készítményen.) 

## Fordítás
- Ez a szócikk részben vagy egészben  a   Grandisol című angol Wikipédia-szócikk fordításán alapul.  Az eredeti cikk szerkesztőit annak laptörténete sorolja fel. Ez a jelzés csupán a megfogalmazás eredetét és a szerzői jogokat jelzi, nem szolgál a cikkben szereplő információk forrásmegjelöléseként.